# Taldom
Taldom (Russisch: Талдом) is een stad in het uiterste noorden van de Russische oblast Moskou, 110 kilometer ten noorden van Moskou en 90 kilometer ten noorden van de MKAD. Taldom ligt aan de Savjolovskispoorlijn tussen Moskou en Kimry. In 2002 had Taldom 13.334 inwoners. Taldom is de hoofdstad van het gelijknamige gemeentelijke district.
Sinds 1677 is het bestaan van de nederzetting Taldom bekend. In de negentiende eeuw ontwikkelde de nederzetting zich tot een centrum van de schoenenindustrie. Aan het begin van de 20e eeuw werden er jaarlijks 10 miljoen schoenen geproduceerd. In 1918, na de gedwongen nationalisatie van de schoenenfabrieken, kreeg Taldom de status van stad, en werd daarbij tegelijkertijd omgedoopt tot Leninsk. Het was hiermee de eerste stad die naar Lenin werd vernoemd, nog tijdens diens leven en trouwens ook buiten diens medeweten. In 1929 kreeg de stad weer haar oude naam terug; onder andere omdat er in de tussenliggende jaren meer steden Leninsk waren gaan heten.
In de nabijheid van Taldom bevindt zich de gelijknamige langegolfzender, het krachtigste radiozendstation ter wereld, die op een frequentie van 261 kHz werkt en op 2500 kilowatt draait. De schoenenindustrie is relatief nog sterk vertegenwoordigd in Taldom, maar dat heeft ook te maken met het ontbreken van andere industrieën.
De poëet Michail Saltykov werd in 1826 in het nabijgelegen dorp Spas-Oegol (Спас-Угол) geboren.
Aprelevka · Balasjicha · Bronnitsy · Chimki · Chotkovo · Dedovsk · Dmitrov · Doebna · Dolgoproedny · Domodedovo · Drezna · Dzerzjinski · Elektrogorsk · Elektro-oegli · Elektrostal · Frjazino · Golitsyno · Istra · Ivantejevka · Jachroma · Jegorjevsk · Joebilejny · Kasjira · Klimovsk · Klin · Koebinka · Koerovskoje · Kolomna · Koroljov · Kotelniki · Krasnoarmejsk · Krasnogorsk · Krasnozavodsk · Krasnoznamensk · Likino-Doeljovo · Ljoebertsy · Lobnja · Loechovitsy · Losino-Petrovski · Lytkarino · Moskovski · Mytisjtsji · Naro-Fominsk · Noginsk · Odintsovo · Orechovo-Zoejevo · Ozjerelje · Ozjory · Pavlovski Posad · Peresvet · Podolsk · Poesjkino · Poesjtsjino · Protvino · Ramenskoje · Reoetov · Roeza · Rosjal · Sergiev Posad · Serpoechov · Sjatoera · Sjtsjerbinka · Sjtsjolkovo · Solnetsjnogorsk · Staraje Koepavna · Stoepino · Taldom · Troitsk · Tsjechov · Tsjernogolovka · Vereja · Vidnoje · Volokolamsk · Voskresensk · Vysokovsk · Zarajsk · Zjeleznodorozjny · Zjoekovski · Zvenigorod